# Stenotarsus rufitarsis
Stenotarsus rufitarsis is een keversoort uit de familie zwamkevers (Endomychidae). De wetenschappelijke naam van de soort werd in 1938 gepubliceerd door Maurice Pic.